# Oxera
Oxera là một chi thực vật có hoa trong họ Hoa môi (Lamiaceae).

## Loài
Chi Oxera gồm các loài: